# Lassi Etelätalo
Lassi Etelätalo (ur. 30 kwietnia 1988) – fiński lekkoatleta specjalizujący się w rzucie oszczepem.
W 2007 odpadł w eliminacjach mistrzostw Europy juniorów. Rok później zdobył brąz mistrzostw krajów nordyckich w gronie młodzieżowców, a w 2009 był dziewiąty na czempionacie Starego Kontynentu w kategorii młodzieżowców. Czwarty zawodnik mistrzostw Europy w Zurychu (2014). W 2019 zajął 4. miejsce na mistrzostwach świata w Dosze. Ósmy zawodnik igrzysk olimpijskich w Tokio (2021).
Złoty medalista mistrzostw Finlandii.
Rekord życiowy: 86,44 (21 sierpnia 2022, Monachium).

## Osiągnięcia
| Rok  | Impreza                                   | Miejsce     | Lokata            | Wynik |
| ---- | ----------------------------------------- | ----------- | ----------------- | ----- |
| 2007 | Mistrzostwa Europy juniorów               | Hengelo     | el. – 15. miejsce | 66,88 |
| 2008 | Młodzieżowe mistrzostwa krajów nordyckich | Tampere     | 3. miejsce        | 72,53 |
| 2009 | Młodzieżowe mistrzostwa Europy            | Kowno       | 9. miejsce        | 75,21 |
| 2010 | Młodzieżowe mistrzostwa krajów nordyckich | Söderhamn   | 6. miejsce        | 69,48 |
| 2014 | Mistrzostwa Europy                        | Zurych      | 4. miejsce        | 83,16 |
| 2019 | Mistrzostwa świata                        | Doha        | 4. miejsce        | 82,49 |
| 2021 | III liga drużynowych mistrzostw Europy    | Kluż-Napoka | 1. miejsce        | 79,20 |
| 2021 | Igrzyska olimpijskie                      | Tokio       | 8. miejsce        | 83,28 |
| 2022 | Mistrzostwa świata                        | Eugene      | 6. miejsce        | 82,70 |
| 2022 | Mistrzostwa Europy                        | Monachium   | 3. miejsce        | 86,44 |
| 2023 | Mistrzostwa świata                        | Budapeszt   | el. – 18. miejsce | 78,19 |
| 2024 | Mistrzostwa Europy                        | Rzym        | 6. miejsce        | 82,80 |
| 2024 | Igrzyska olimpijskie                      | Paryż       | 8. miejsce        | 84,58 |